# Observatorul Siding Spring

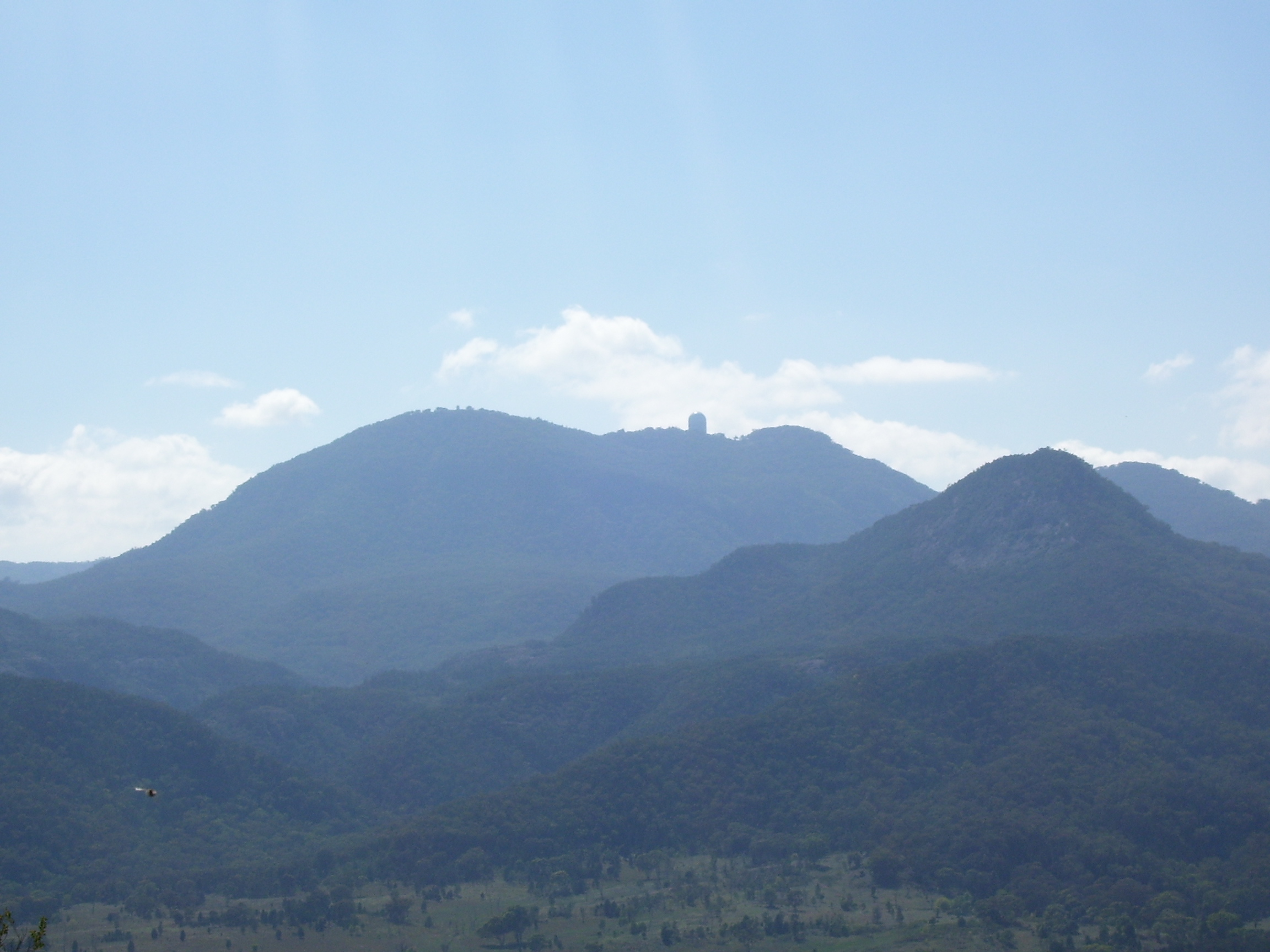
Observatorul Siding Spring

Observatorul Siding Spring (în engleză Siding Spring Observatory, cod UAI E413) de lângă Coonabarabran, Noua Galie de Sud, Australia este parte a Research School of Astronomy & Astrophysics (RSAA) de la Australian National University (ANU), aici se află Telescopul Anglo-Australian împreună cu alte telescoape deținute de Australian National University, University of New South Wales și alte instituții. Observatorul se află la 1165 m deasupra nivelului mării în Parcul Național Warrumbungle de pe Muntele Woorat, cunoscut și ca Muntele Siding Spring. 
Siding Spring Survey (cod UAI E12) (SSS), program de cercetare al obiectelor din apropierea Pământului, folosește telescopul Schmidt Uppsala de 50 cm al Observatorului Siding Spring.

## Cele 12 telescoape de la Siding Spring
- 3,9 m Telescopul Anglo-Australian (AAT)
- 1,24 m UK Schmidt Telescope (AAO)
- 2,0 m Faulkes Telescope South
- 1,3 m SkyMapper Telescope (ANU)
- 2,3 m Advanced Technology Telescope (ANU)
- 0,5 m Uppsala Southern Schmidt Telescope
- 0,5 m Automated Patrol Telescope (UNSW)
- 0,45 m ROTSE IIIa, Robotic Optical Transit Search Experiment (UNSW)
- Korean YSTAR Telescope (Korean Southern Observatory)
- 40-inch Telescope (ANU – scos din funcțiune)
- 24-inch Telescope (ANU – scos din funcțiune)
- 16-inch Telescope (ANU – scos din funcțiune)